# The Italian Job – Jagd auf Millionen
The Italian Job – Jagd auf Millionen ist ein Thriller aus dem Genre der Heist-Movies und eine Neuverfilmung von F. Gary Gray aus dem Jahr 2003, die auf dem gleichnamigen Film von Peter Collinson, Charlie staubt Millionen ab (1969, Originaltitel: The Italian Job) basiert.

## Handlung
In Venedig gelingt dem eingespielten Team um Charlie Croker ein Aufsehen erregender Coup: Durch Wegsprengen des Fußbodens genau unter einem Safe fällt dieser durch zwei Stockwerke hindurch in ein unter Wasser stehendes Kellergeschoss mit direktem Anschluss an einen Kanal. Während das Wachpersonal das als Köder fungierende Schnellboot mit Rob am Steuer durch Venedigs Altstadt verfolgt, können die anderen unter Wasser 35 Millionen US-Dollar in Goldbarren bergen. Dem Team gelingt die Flucht, aber die Freude währt nicht lange, denn Teammitglied Steve hatte schon vor dem Coup beschlossen, die Gruppe zu hintergehen. Seine Leute stoppen das Fluchtfahrzeug und laden die Goldbarren um. Da Steve die Rache der Hintergangenen fürchtet, erschießt er Charlies Mentor John Bridger, einen begnadeten Safeknacker. Der Rest des Teams stürzt mit dem Fluchtfahrzeug ins eiskalte Wasser und wird deshalb von Steve für tot gehalten. Dank der Tauchausrüstung aus dem Venedig-Coup schaffen sie es jedoch, sich zu retten.
Ein Jahr später hat Charlie Steves Spur bis nach Los Angeles verfolgt und trommelt das übrig gebliebene Team zusammen. Mit Hilfe von Stella, Johns Tochter, soll Steve um die einstige Beute erleichtert werden. Stella ist anfangs nicht sonderlich begeistert, da sie als professionelle Safeknackerin im Dienst der Polizei steht und nun das erste Mal in ihrem Leben an einem illegalen Unternehmen beteiligt werden soll. Sie nimmt letztendlich das Angebot an, um den Tod ihres Vaters zu rächen.
Steve hat das vergangene Jahr genutzt, um einen Teil der auffällig markierten venezianischen Goldbarren nach und nach bei einem Kontaktmann der ukrainischen Mafia gegen Bargeld umzutauschen. So wohnt er nun in einer luxuriös ausgestatteten Villa, die von einem hochmodernen Sicherheitssystem, Wachleuten und Hunden geschützt wird.
Es beginnt eine lange Planungsphase für Charlie und sein Team. Um Steves Villa auszukundschaften, verschafft sich Stella als Fernsehtechnikerin nach einem fingierten Sendeausfall Zutritt. Steve, sichtlich von ihr angetan, lädt sie für einen der nächsten Abende zum Essen in ein Restaurant ein. Die Bande beschließt, diesen Abend für ihr Vorhaben zu nutzen. Mithilfe von drei im Fahrwerk verstärkten Mini wollen sie die schwere Goldladung abtransportieren. Doch der Plan geht schief. Zum geplanten Zeitpunkt des Einbruchs feiert Steves Nachbar eine Gartenparty, so dass sie das Tor der Hauseinfahrt wegen des Lärms nicht aufsprengen können. Um nicht aufzufliegen, muss Stella sich doch mit Steve treffen, dem Mörder ihres Vaters. Dabei wird Stella von Steve als John Bridgers Tochter enttarnt. Charlie beschließt daher, den Raub abzublasen. Der wütende Steve erschießt derweil seinen ukrainischen Mafia-Kontaktmann, da er sich von ihm verraten glaubt. Er sieht sich gezwungen, sein Haus zu räumen und das verbliebene Gold in Sicherheit zu bringen.
Der Abtransport des Goldes soll mit einem von drei identischen Panzerwagen erfolgen, die gleichzeitig von Steves Haus abfahren, unterschiedliche Wege nehmen und von Sicherheitsleuten begleitet werden. Steve selbst beobachtet den Abtransport vom Helikopter aus.
Der Hacker Lyle, der in das Netz der Verkehrsüberwachung von Los Angeles eingedrungen ist, vergleicht auf den Kameras der Verkehrsüberwachung die Bodenfreiheit der drei Transporter. Der Wagen mit der geringsten Höhe ist das mit Gold beladene Fahrzeug. Er manipuliert die Ampelschaltungen und verursacht so einen Verkehrsstillstand in der Stadt. Gleichzeitig lotst er das Fahrzeug zu einem Straßenstück, das der auf einem Ohr taube Sprengstoffexperte Linkes Ohr mit Sprengfallen präpariert hat. Durch dieselbe Vorgehensweise wie beim Raub in Venedig wird das Gold entwendet: Die Straße unter dem Transporter wird weggesprengt und das Fahrzeug fällt einige Meter nach unten in einen U-Bahn-Schacht, wo Charlie und sein Team schon warten. Stella öffnet den Tresor im Transporter, die Bande lädt das Gold in die drei Mini um und transportiert es damit aus dem Untergrund. Allerdings bemerkt Steve dies und lässt die Bande durch seine Sicherheitsleute verfolgen, jedoch ohne Erfolg. Schließlich liefert er sich mit seinem Helikopter eine Verfolgungsjagd mit Charlies Mini, die sich bis zu einem Bahnhof fortsetzt.
Steve beobachtet, dass die drei Mini in einem Güterwaggon versteckt werden. Beim Versuch, die Bande zu stellen, erlebt er jedoch eine unangenehme Überraschung. Charlie hatte die ukrainische Mafia über Steve informiert, die ihn nun in Empfang nimmt, um Rache für das von Steve getötete Mafia-Mitglied zu nehmen, und die außerdem einen Anteil an der Beute erhält. Nun können Charlie und seine Freunde in Ruhe mit dem Zug fliehen. In ihrem Abteil stoßen sie auf den anfangs ermordeten John Bridger an.
Schließlich hat sich jedes Teammitglied von seinem Anteil an der Beute seinen Traum erfüllt. Rob kauft sich einen Aston-Martin-Sportwagen, der Hacker Lyle erwirbt eine besonders hochwertige Stereoanlage, der Sprengstoffexperte Linkes Ohr kauft sich eine Villa in Andalusien mit einem eigenen Raum für seine Schuhe, und Charlie und Stella sitzen in Venedig in einer Gondel und küssen sich.

## Hintergrund
Die Produktionskosten betrugen schätzungsweise 60 Millionen US-Dollar. Der Film spielte in den Kinos der USA ca. 106,1 Millionen US-Dollar ein und ca. 69,9 Millionen US-Dollar in den anderen Ländern.

### Autos

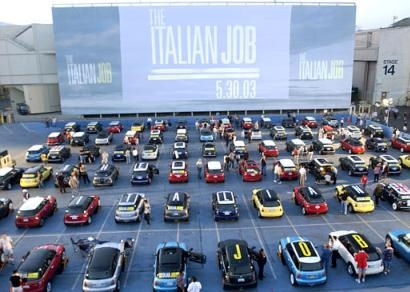
Minis bei der Premiere des Films

Bei den drei Minis (rotes Fahrzeug: Mini Cooper S, blaues Fahrzeug: Mini Cooper, weißes Fahrzeug: Mini Cooper) aus der Neuverfilmung wurden einige Eigenschaften von den drei Minis der ursprünglichen Fassung übernommen:
- Nebelscheinwerfer: Große Zusatzscheinwerfer, die bereits ein Merkmal an den Minis von 1969 waren, sind auch bei den Fahrzeugen der Neuauflage vorhanden.
- Farbe: Sowohl im Original als auch in der Neuverfilmung ist je ein Fahrzeug rot, blau und weiß.
- Zierstreifen: Die auf der Motorhaube längs verlaufenden Streifen, die dem Auto ein sportliches Aussehen verleihen, gab es bereits in der Fassung von 1969, damals alle schwarz.

Im Film hat ein dem roten Mini aus der 1969er-Verfilmung ähnliches Modell einen „Gastauftritt“ als Stellas Auto. Der Verfolgungsjagd aus dem ersten Film wird mit dem rasanten Fahrstil von Stella ebenfalls Rechnung getragen.

### Entstehung
Die Neuverfilmung unterscheidet sich in vielen Elementen von ihrem Vorbild. So wurde, neben der Verlegung des Schauplatzes von Turin nach Venedig und Los Angeles, auch die vormals britische gegen eine überwiegend amerikanische Besetzung ausgetauscht. Statt der Mafia agiert nun ein Mitglied aus den eigenen Reihen gegen die Gruppe. Der offene Schluss wurde gestrichen – eine Fortsetzung unter dem Titel The Brazilian Job ist aber seit 2003, trotz zahlreicher Drehbuchentwürfe, nicht über das Planungsstadium hinausgekommen.
Ganove Lyle behauptet, der Erfinder von Napster zu sein. Sein ehemaliger Mitbewohner Shawn Fanning soll die Diskette mit der Software entwendet haben. Für die Verfilmung des Flashbacks stand Shawn Fanning selbst für einen Cameo-Auftritt zur Verfügung.
Mos Def musste vor dem eigentlichen Fahrtraining erst eine Führerscheinprüfung absolvieren, da er genau wie Michael Caine im Original zu Beginn der Dreharbeiten keinen gültigen Führerschein besaß.
Am Ende des Films tritt in einer Einstellung Kelly Brook als Freundin von Lyle auf. Zum Zeitpunkt der Dreharbeiten war Kelly Brook die Lebensgefährtin von Jason Statham, dem Darsteller des schönen Rob.

## Besetzung und Synchronisation
Die deutschsprachige Synchronisation des Films entstand bei der Berliner Synchron. Verfasser des Dialogbuchs war Michael Nowka, der auch Dialogregie führte.
| Rolle                        | Darsteller         | Synchronsprecher  |
| ---------------------------- | ------------------ | ----------------- |
| Charlie Croker               | Mark Wahlberg      | Johannes Berenz   |
| Stella Bridger               | Charlize Theron    | Bianca Krahl      |
| Steve Frezelli               | Edward Norton      | Dietmar Wunder    |
| John Bridger                 | Donald Sutherland  | Gunter Schoß      |
| Schöner Rob                  | Jason Statham      | Thomas Nero Wolff |
| Gilligan, gen. Linkes Ohr    | Mos Def            | Simon Jäger       |
| Lyle, gen. Der wahre Napster | Seth Green         | Timmo Niesner     |
| Jewgen, Goldankäufer         | Boris Lee Krutonog | Bernd Rumpf       |
| Maschkow                     | Olek Krupa         | Jan Spitzer       |
| Shawn Fanning                | Er selbst          | —                 |

## Kritiken
Das Lexikon des internationalen Films schrieb, der Film sei ein „modernisiertes Remake eines britischen Gangsterfilms“. Er sei „gut gemacht“, beinhalte „originelle Actionszenen und coole Sprüche“ und biete „solide Unterhaltung“. „Spannender Einbrecherkrimi mit Witz, sympathischen Darstellern und handgemachter Action“, befand Cinema.

## Auszeichnungen
Felix Gary Gray wurde mehrfach für seine Regiearbeit nominiert und erhielt 2004 den Black Reel Award als Bester Regisseur. Clay Cullen, Michael Gaines, Mike Massa und Jean Paul Ruggiero erhielten 2004 den Taurus Award in der Kategorie Bester Spezialstunt.

## Ausstrahlung in Deutschland
Die Erstausstrahlung im Free-TV erfolgte am 4. Januar 2007 zur Primetime auf ZDF. Den Film verfolgten 4,62 Millionen Zuschauer bei 13,8 Prozent Marktanteil. In der werberelevanten Zielgruppe sahen 1,99 Millionen zu (14,9 Prozent Marktanteil).

## Sonstiges
- Die Verfolgungsjagd im Film war Vorlage für die Achterbahnen „Italian Job: Stunt Track“ und Italian Job Turbo Coaster.
- Im August 2004 wurde eine Limited Edition DVD-Box veröffentlicht, die dieses Remake sowie das Original von 1969 beinhaltet.
- Als das Team um Charlie in Los Angeles gerade die Villa von Steve ausspioniert, ist dort auf dem Großbildfernseher eine kurze Szene aus dem Original Charlie staubt Millionen ab mit einem jungen Michael Caine zu sehen.
- In der Szene, in der der Straßenboden weggesprengt wird, ist ein kleines Easter-Egg versteckt. Für den Bruchteil einer Sekunde, während verschiedene Perspektiven die Hektik der Situation zeigen, rennt ein Mensch mit Spider-Man-Kostüm durch das Bild.
- Im Film Fast & Furious: Hobbs & Shaw läuft Deckard Shaw, gespielt von Jason Statham, in die Tiefgarage seines Anwesens, zeigt auf einen grünen Mini Cooper S, und erwähnt gegenüber Luke Hobbs, dass er diesen „in einem Job in Italien“ benutzt hat.
- Im Film und nochmals im Abspann erklingt von Pink Floyd der Song Money.